# California State Route 86
Die California State Route 86 (kurz CA 86) ist eine State Route im US-Bundesstaat Kalifornien, die in Nord-Süd-Richtung verläuft.
Die State Route beginnt an der California State Route 111 nahe Indio und endet bei Calexico nahe der mexikanischen Grenze wieder an der CA 111. Die State Route verläuft nach dem Kreuz mit der Interstate 8 zuerst durch das Imperial Valley, anschließend im Gegensatz zur CA 111 westlich am Saltonsee vorbei und danach durch das Coachella Valley.
Über die bei Oasis beginnende Umgehungsstraße California State Route 86S ist die CA 86 indirekt mit der Interstate 10 verbunden.

## Weblinks

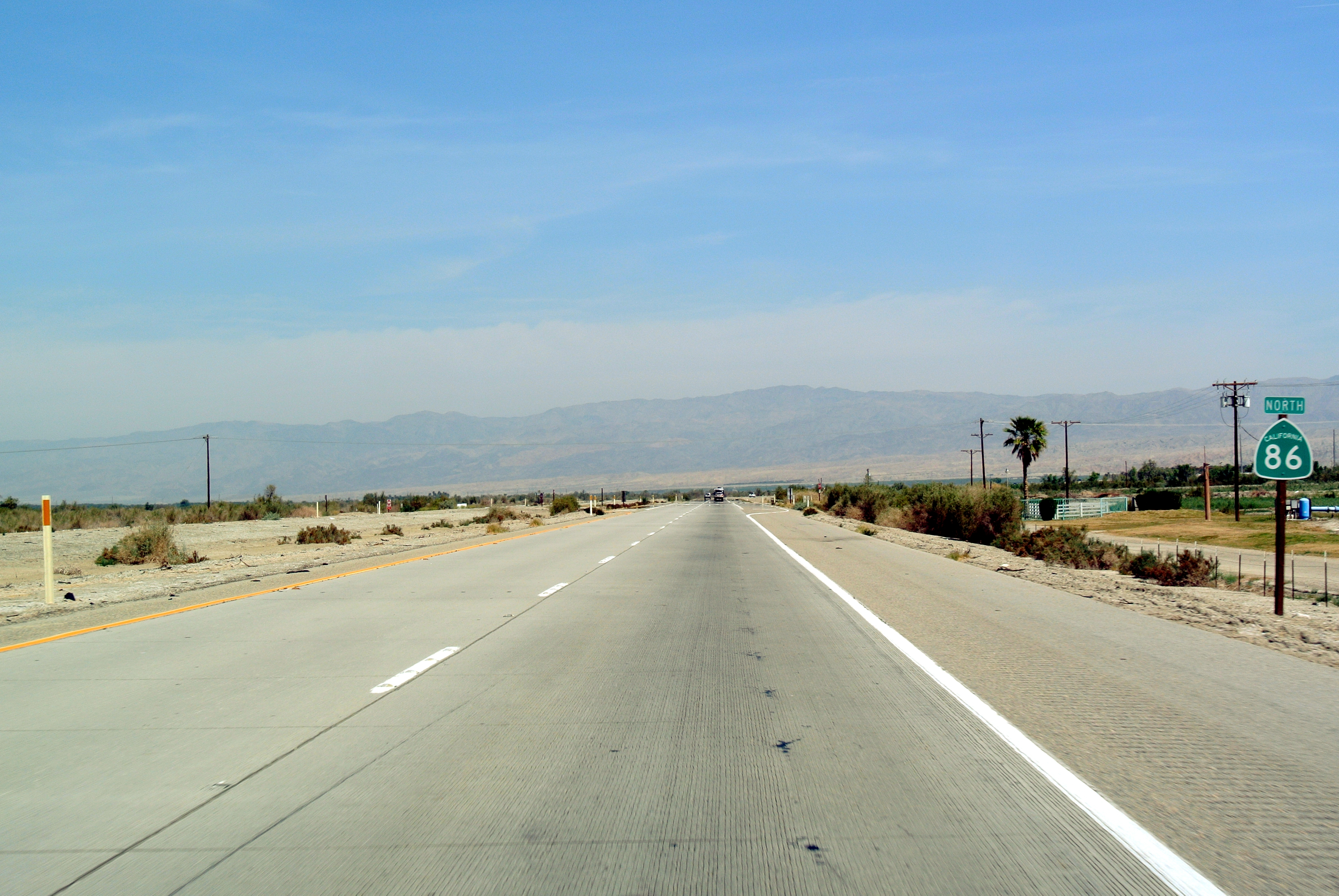
California State Route beim Saltonsee